# Matrimonio en la América precolombina
El matrimonio en la América precolombina era una institución social presente en la mayoría de las culturas y civilizaciones que habitaban el continente americano antes de 1492 (llegada de Colón a América), con diferentes percepciones y concepciones a nivel social, siendo las bodas celebradas con un predominante sentido religioso y espiritual de las uniones, algunas incluso consideradas como sagradas, que podían ser tanto monógamas como polígamas, bajo un sistema mayoritariamente patriarcal y asociados por lo general a la misma casta, cuando existía ese sistema de organización social.

## Contexto histórico
Una vez instaurada la conquista de América y su posterior colonización europea, en muchas ocasiones el choque cultural con los conquistadores y demás europeos provocó fuertes cambios en el modo de ver las relaciones sexoafectivas de los amerindios, adaptando sus costumbres y tradiciones durante un largo proceso de aculturación y asimilación cultural acorde con la moral sexual de los conquistadores. Por ejemplo, en el caso de los imperios español, portugués y colonial francés, se vieron obligados a seguir la moral sexual católica y modificar algunas conductas, como la falta de pudor a la desnudez, la poligamia, la fornicación, la tolerancia social a la homosexualidad y bisexualidad, la castidad y la conservación de la virginidad hasta el matrimonio, entre otros aspectos y dependiendo de cada etnia en particular, mientras que se conservaron el rechazo al adulterio, al incesto y a la violación, prácticas condenadas de igual manera por la gran mayoría de los pueblos indígenas.
Con respecto a la homosexualidad en los pueblos precolombinos, se tiene registro de una diversidad muy heterogénea de percepciones en los diferentes pueblos nativos de América, que van desde la más amplia tolerancia social hasta la condena a muerte, dependiendo de cada etnia y época determinada. Era socialmente aceptada en algunas tribus aborígenes de Norteamérica, donde se encuentra asociada al concepto tribal de "dos espíritus", y las autoridades religiosas o espirituales no objetaban las uniones entre dos hombres según una cosmovisión de la identidad de género.

## América del Norte

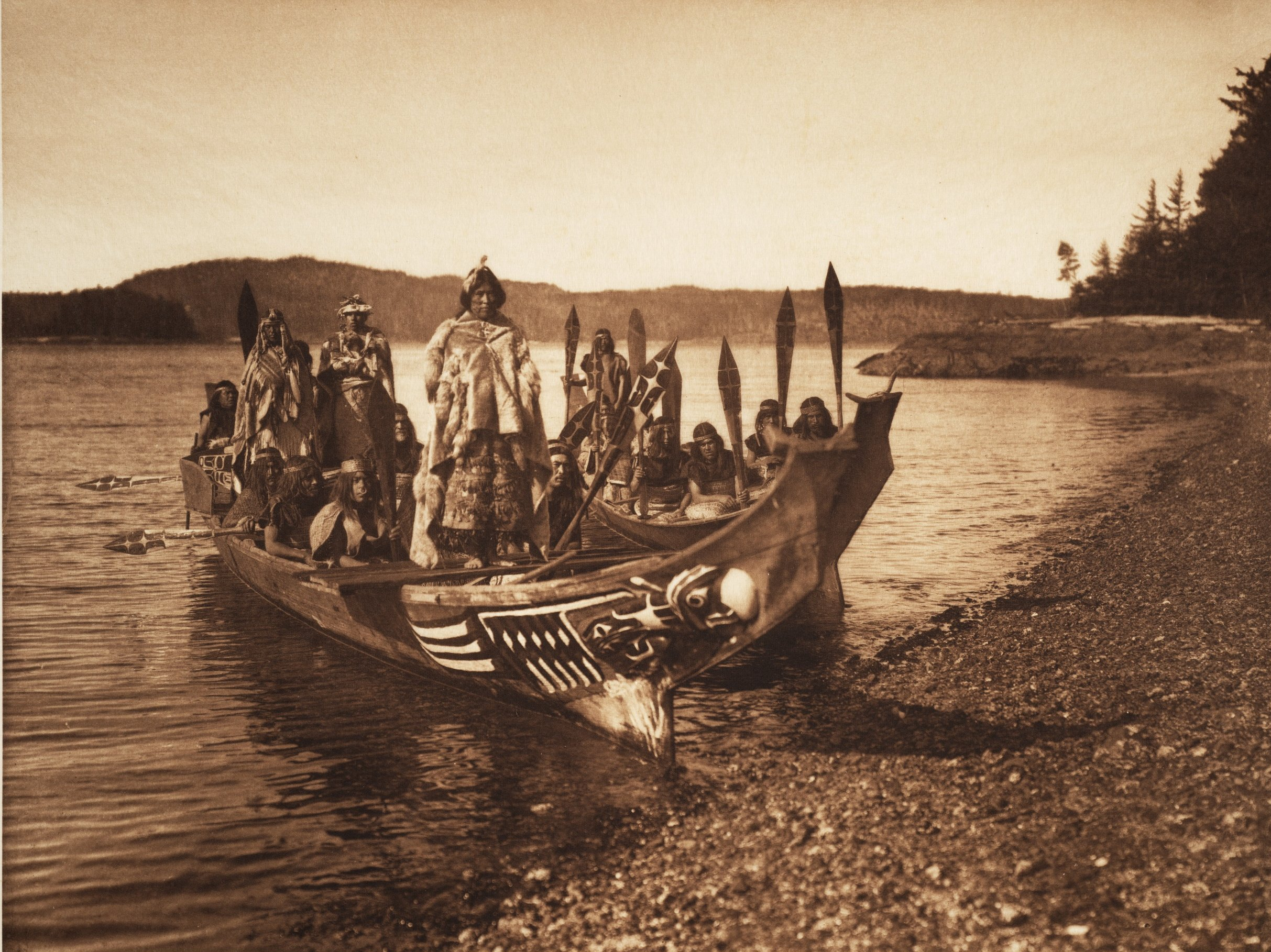
Celebración de una boda de la tribu kwakiutl en Canadá a comienzos del.

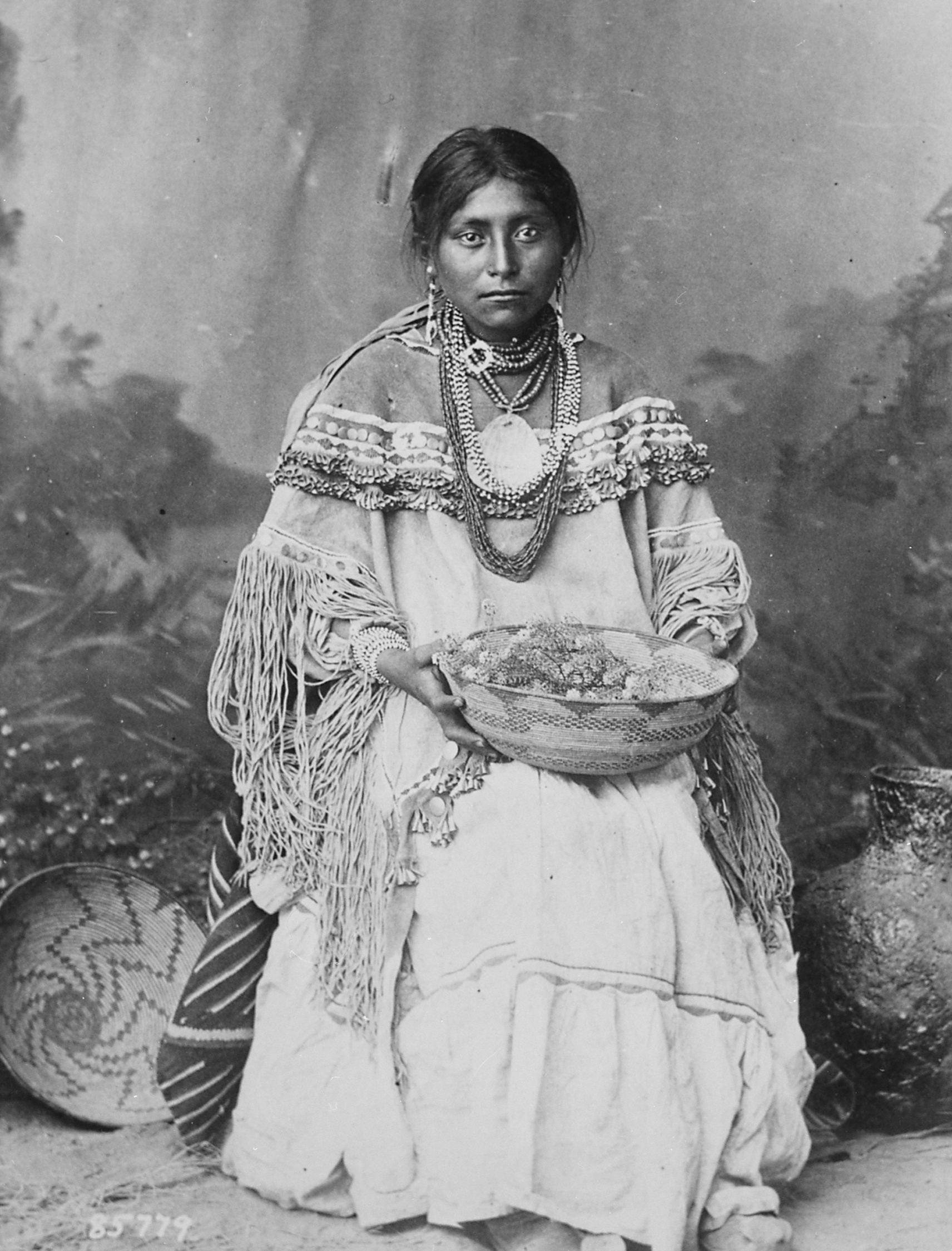
Mujer apache vestida con su traje de novia

Para las tribus siux, el matrimonio es un símbolo de unidad de la pareja bajo el principio de «juntos pero no atados», explicada como moraleja en una leyenda tradicional llamada «el águila y el halcón», en la que un sabio le obliga a una pareja a cazar estas dos aves rapaces vivas pero por separado. Al juntarlas, les pide que las aten a sus patas y las liberen, por lo que acto seguido las aves no pueden volar y se pelean la una a la otra, dejando como enseñanza que ambos deben «volar siempre juntos» pero nunca amarrados, priorizando el amor mutuo pero respetando la individualidad de cada ser.
En los apaches, quienes compartían rasgos socioculturales similares con los siux y cheyenes, la castidad de la mujer antes del matrimonio era uno de los valores más importantes para su sociedad y espiritualidad, que era de tipo animista. La primera menstruación de la mujer era celebrada con un ritual de transición sagrado llamado «naihes», que consistía en una bendición para la ahora púber, con bailes, banquetes y cánticos, que comienza al amanecer y dura cuatro días. Para realizar la boda, las familias de los contrayentes se reunían para organizar los aspectos prácticos de la unión, siempre con el beneplácito de la novia, donde la familia del novio tenía una responsabilidad económica con su familia política de tipo matrilocal. El marido recién casado se mudaba al grupo familiar de su esposa para brindarles protección, sin olvidar la alimentación y cobijo de sus propios padres. Los cónyuges se trasladaban a una vivienda separada dentro de la misma tribu, donde se establecía el «tabú de la suegra», que se refiere a que el marido no podía mantener comunicación verbal directa con la madre de su esposa.
La concepción del matrimonio dentro del sistema esquimal de parentesco era de naturaleza exógama y con una cosmovisión diferente a otras culturas, al no existir ceremonia de boda ni rito especial para la ocasión, iniciándose la vida marital cuando las familias de los distintos clanes inuits pactaban la convivencia entre un hombre y una mujer de sus comunidades, aunque también era posible el matrimonio por amor con el mismo propósito claro: servirse de cooperación mutua y asegurar la sobrevivencia del grupo étnico, donde la virginidad de los contrayentes tampoco jugaba ningún rol.

## Mesoamérica
Para la cultura maya, el matrimonio era bajo un sistema matrilocal, siendo considerada como la institución que entrega la vida y representaba el origen divino de ésta en la Tierra, incorporando elementos espirituales y sagrados para su religión. Los mayas contaban con expertos en realizar matrimonios concertados llamados Ah atanzahob, quienes cumplían una labor de «casamenteros», es decir, ser intermediarios entre las familias de los novios y preparar la ceremonia nupcial, con un profundo sentido sagrado. Los matrimonios tenían por lo general un fuerte carácter endógamo, donde era bien visto casarse con alguien de la misma casta y misma localidad, pero estaba estrictamente prohibido el matrimonio entre parientes (personas con el mismo apellido) y el adulterio era considerado una falta grave. La boda era un rito religioso donde las familias de los novios se intercambiaban obsequios y un Chilam (sacerdote) oficiaba la boda, realizando un ritual de purificación de los novios con inciensos.
Para los mexicas, era un matrimonio concertado por los padres del novio, quienes formaban parte esencial del ritual nupcial: debían acudir a pedir la mano de la muchacha con presentes para la familia de la novia y siempre la primera respuesta por parte de sus eventuales consuegros debía ser negativa. Al segundo día se repetía el procedimiento, esta vez consultando la voluntad de la novia. Si la respuesta era afirmativa, se proseguía con la ceremonia y la novia era llevada a la casa del novio en un jolgorio pomposo de música y bailes. Luego de celebrada la boda, los novios debían permanecer durante cuatro días encerrados en un cuarto haciendo penitencia y ayuno por el futuro juntos, mientras los sacerdotes prepabaran el lecho para que pudiera consumarse allí el matrimonio.
En las tribus ngäbe, quienes habitaban en los actuales territorios de Panamá y parte de Costa Rica, también eran comunes los matrimonios arreglados (o de conveniencia) entre las familias de la misma etnia, donde las niñas eran asignadas a temprana edad como futuras esposas de su eventual marido, pudiendo concretarse la boda una vez que ella tuviera su menarquia, entre los 12 y 14 años de edad, cuando ya eran consideradas como adultas y responsables ante la sociedad. Esto iba acompañado con un ceremonial de cuatro días, donde la joven era aislada del resto de la comunidad y aconsejada por las mujeres mayores de su tribu, donde recibe una dieta especial y baños purificadores. Una ceremonia muy similar ocurría con las tribus emberá, habitantes entre Panamá y la actual Colombia.

## El Caribe
Para los kalinagos, pueblo que habitó históricamente en la costa caribeña de América del Sur y las Antillas Menores, la naturaleza de la institución matrimonial era versátil, dependiendo cada situación particular, pudiendo ser tanto monógama como polígama, y endógama o exógama entre las diferentes tribus con fines expansionistas, así como matrilineales o patrilineales, por acuerdos entre las familias que tenían un fuerte sentido de clan. Para ellos también existían los matrimonios concertados con la voluntad de la novia, no obstante, en periodos de guerra entre las tribus había un tipo de matrimonio forzado, siempre y cuando hayan sido abatidos todos los varones de la tribu de la novia.
Para el pueblo taíno, habitantes aborígenes de las Antillas, se distinguía entre dos tipos de matrimonio: el «general», de naturaleza monógama y duradera por razones primordialmente afectivas; y el real, que podía ser polígamo para los caciques y realeza de la tribu, cumpliendo funciones más bien protocolares y fines políticos, como también de estabilidad y paz entre las tribus, por lo que el amor no era un factor determinante. La pérdida de la virginidad iba asociada a rituales previos al matrimonio y la fidelidad era uno de los valores fundamentales en ambos tipos de matrimonio, por lo que el adulterio era condenado con la muerte de quien lo cometiese.

## América del Sur

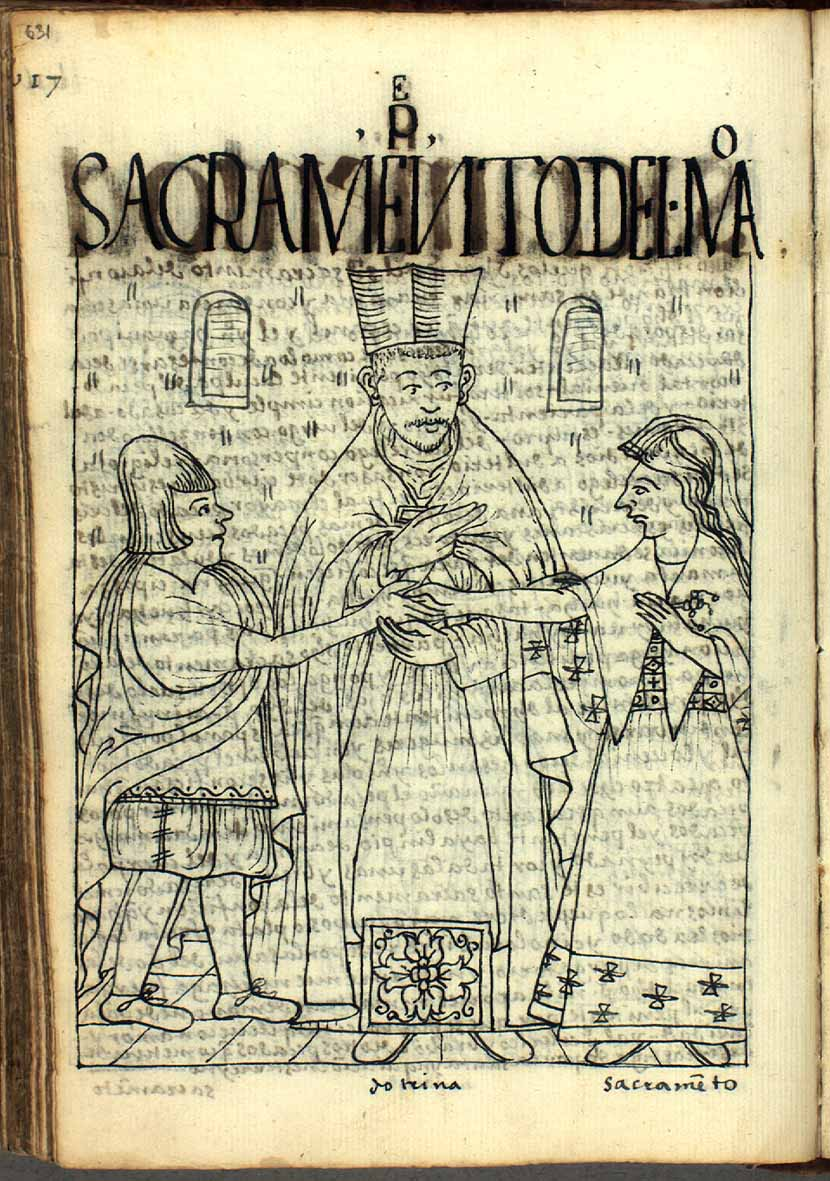
El sacramento del matrimonio según dibujo del Nueva Corónica de Guamán Poma (1615).

Para la civilización incaica, con la consolidación de su imperio, el matrimonio pasó a formar parte de un asunto de Estado, como un acto administrativo, sin tener especialmente una connotación sagrada o divina de dicha unión. No obstante, la ceremonia de boda estaba llena de ritos y tradiciones hacia sus deidades. Si bien la poligamia estaba permitida, la primera mujer (o también llamada principal), tenía una mayor relevancia jerárquica que las otras concubinas. Asimismo, existía la figura del servinacuy, un periodo de tiempo previo al matrimonio considerado de prueba, en el que los novios podían convivir y tener sexo premarital, debido a que la virginidad de la mujer no era algo con tanta importancia o significación para dicha cultura. Otro elemento particular de esta cultura eran los matrimonios infantiles simbólicos entre los hijos de los curacas, con el fin de establecer alianzas entre distintas comunidades. Estos niños permanecían en las casas de sus padres, sin tener relaciones sexuales, hasta que la mujer tuviera su menarquia (primera menstruación) y los rituales que marcaban el inicio de la pubertad en el hombre. Para el pueblo inga, ubicados principalmente en el valle de Sibundoy, el matrimonio tenía una preparación de dos semanas de antelación, donde la pareja se abstenía de tener relaciones sexuales previo a la boda y se comprometía a colaborar en los preparativos de la ceremonia y del festejo. La ceremonia era dirigida por un taita, líder espiritual de los ingas, la cual contenía una serie de rituales religiosos y con significado simbólico, siendo uno de los más importantes el momento en el cual la novia es separada de su familia para ser entregada al novio, formando así un nuevo núcleo familiar monógamo. Para el pueblo kichwa, situado en el actual Ecuador, la ceremonia era similar a la de los ingas, donde la unión de un hombre y una mujer era considerada un pacto entre ambas familias y tenía tres días de festejo, uno en la casa del novio (kallari puncha), otro en el de la novia (kyoa puncha) y el tercero en el de los padrinos (tukurik puncha). Dentro de los elementos espirituales se encuentra la presencia de una chacana (cruz andina), ofrendas florales y de alimentos, además de la celebración de la tinkirina, un ritual que simboliza la unión indisoluble de dos almas y que incluye coronas de flores, los novios son ungidos con pétalos de rosas y se les entrega dos plantas o árboles bendicidos, los cuales deben ser plantados en la vivienda de los ahora esposos, con diferencias en sus vestimentas y ornamentaciones dependiendo si la tribu es originaria de los Andes o de la Amazonía.
En la cultura aimara, la jaqichasiña (concepto de matrimonio en esa etnia), es un proceso que trae consigo diferentes rituales y pruebas tanto para ambos contrayentes como de manera individual, dentro de un sistema complejo que tienen por objeto asegurar el bienestar y la cohesión de la pareja para un futuro fructífero, así como su conducta y papel dentro de la sociedad. La unión es únicamente monógama y se presenta como un compromiso dual de la pareja con la comunidad a la que pertenecen, ambos contrayentes en igualdad de condiciones y regulados normalmente por el chacha-warmi, aunque relega a la mujer a funciones secundarias a nivel social.
En el pueblo wayú (actuales Colombia y Venezuela), el paso de la infancia a la pubertad de una mujer se celebra con in ritual tradicional llamado «el encierro», donde la joven que tiene su primera menstruación pasa a ser una Majajüt (señorita) y deja de ser una «niña», dando inicio a su edad núbil, debiendo ser encerrada dentro de una vivienda, por un periodo que puede durar entre seis meses a un año, donde aprende las técnicas de tejido y recibe los consejos de las mujeres mayores de su familia para preparar su camino en la vida marital. El día de la menarquia de la joven, se procede con un rito donde pierde comunicación y contacto con los varones de su familia, se le corta el cabello y se debe realizar un baño purificador a la medianoche en presencia de los invitados al festejo. Para pedir la mano de la ahora mujer, la familia del novio debe presentar una dote a la familia de la novia, que consiste por lo general en animales y prendas de vestir.El matrimonio entre los koguis, un pueblo que habita en la Sierra Nevada de Santa Marta, la unión tenía una naturaleza monógama con un sentido profundo de afectividad y de conexión con la naturaleza de la pareja. La ceremonia cargada de simbolismos espirituales, era presidida por un Mamo Kogui, quien fungía como sacerdote.
Para el pueblo mapuche (actuales Chile y Argentina), el matrimonio podía ser tanto polígamo como monógamo, dependiendo de diferentes factores, sobre todo de la posición social y jerárquica del hombre. Los matrimonios tendían a ser exógamos entre los distintos lof, con el objeto de estrechar los lazos entre las comunidades a través de estas uniones, en un pueblo tradicionalmente guerrero. El rapto de la novia entre los mapuches era un ritual común, donde por lo general era un acto simulado, aunque también podía ser un rapto real que podía incluir relaciones sexuales premaritales justo el día previo a la boda.
Para los yaganes, habitantes del archipiélago de Tierra del Fuego, el matrimonio era la unión patrilocal por amor y trabajo en conjunto de una pareja, en una sociedad con un fuerte sentido de pertenencia a su clan. Para ellos la fase de cortejo de un hombre hacia una mujer era fundamental para poder celebrar una boda, la cual podía durar meses o incluso años antes de organizar la ceremonia. Los contrayentes debían haber celebrado su Ciexaus, la ceremonia de paso a la pubertad. Asimismo, era frecuente desposar a los viudos con un integrante del mismo grupo social para así evitar su soledad.